# 朱鴻緒
朱鴻緒（?—?），號森庵，為中國清朝官員，本籍雖為回人，但於河南陳州府出生。歲貢出生的他於1728年由安徽鳳陽知府調任福建分巡台灣道，但未赴台到任。
| 前任： 俞存仁（代理） | 福建分巡台灣道 1728年調（未上任） | 繼任： 孫國璽 |